# ادوارد اسپرتسیان
ادوارد مکرتیچی اسپرتسیان (ارمنی: Էդուարդ Մկրտիչի Սպերցյան؛ روسی: Эдуард Мкртычевич Сперцян؛ زادهٔ ۷ ژوئن ۲۰۰۰) بازیکن فوتبال در پست اهل روسیه-ارمنستان است.

## باشگاهی
از باشگاه‌هایی که در آن بازی کرده‌است می‌توان به باشگاه فوتبال کراسنودار اشاره کرد.

### آمار باشگاهی
تا تاریخ 21 May 2022
| باشگاه                  | فصل          | لیگ                   | لیگ    | لیگ  | جام حذفی | جام حذفی | قاره‌ای | قاره‌ای | سایر   | سایر | مجموع  | مجموع |
| باشگاه                  | فصل          | دسته                  | بازی‌ها | گل‌ها | بازی‌ها   | گل‌ها     | بازی‌ها | گل‌ها   | بازی‌ها | گل‌ها | بازی‌ها | گل‌ها  |
| ----------------------- | ------------ | --------------------- | ------ | ---- | -------- | -------- | ------ | ------ | ------ | ---- | ------ | ----- |
| Krasnodar-2             | ۲۰۱۷–۱۸      | PFL                   | 11     | 1    | –        | –        | –      | –      | –      | –    | ۱۱     | ۱     |
| Krasnodar-2             | ۲۰۱۸–۱۹      | FNL                   | 11     | 0    | –        | –        | –      | –      | 5      | ۰    | ۱۶     | ۰     |
| Krasnodar-2             | ۲۰۱۹–۲۰      | FNL                   | 20     | 0    | –        | –        | –      | –      | –      | –    | ۲۰     | ۰     |
| Krasnodar-2             | ۲۰۲۰–۲۱      | FNL                   | 32     | 16   | –        | –        | –      | –      | –      | –    | ۳۲     | ۱۶    |
| Krasnodar-2             | مجموع        | مجموع                 | ۷۴     | ۱۷   | ۰        | ۰        | ۰      | ۰      | ۵      | ۰    | ۷۹     | ۱۷    |
| Krasnodar-3             | ۲۰۱۸–۱۹      | PFL                   | 12     | 1    | –        | –        | –      | –      | –      | –    | ۱۲     | ۱     |
| Krasnodar-3             | ۲۰۱۹–۲۰      | PFL                   | 1      | 0    | –        | –        | –      | –      | –      | –    | ۱      | ۰     |
| Krasnodar-3             | مجموع        | مجموع                 | ۱۳     | ۱    | ۰        | ۰        | ۰      | ۰      | ۰      | ۰    | ۱۳     | ۱     |
| باشگاه فوتبال کراسنودار | ۲۰۲۰–۲۱      | لیگ برتر فوتبال روسیه | 5      | 0    | 0        | 0        | 2      | 0      | –      | –    | ۷      | ۰     |
| باشگاه فوتبال کراسنودار | ۲۰۲۱–۲۲      | لیگ برتر فوتبال روسیه | 25     | 8    | 2        | 0        | –      | –      | –      | –    | ۲۷     | ۸     |
| باشگاه فوتبال کراسنودار | مجموع        | مجموع                 | ۳۰     | ۸    | ۲        | ۰        | ۲      | ۰      | ۰      | ۰    | ۳۴     | ۸     |
| Career total            | Career total | Career total          | ۱۰۸    | ۲۱   | ۲        | ۰        | ۲      | ۰      | ۵      | ۰    | ۱۱۷    | ۲۱    |

1. ↑  Appearances in the FNL Cup
2. ↑  Appearances in the لیگ قهرمانان اروپا

## تیم ملی
وی همچنین در تیم ملی فوتبال ارمنستان بازی کرده‌است. در ۱۷ فوریه ۲۰۲۱ فدراسیون فوتبال ارمنستان تأیید نمود که اسپرتسیان در ماه مارس برای آماده‌سازی حضور در مقدماتی جام جهانی به تیم ملی فوتبال ارمنستان ملحق خواهد شد